# Slack (software)
Slack is cloud-gebaseerde groupware dat als communicatiehulpmiddel ingezet wordt. Via chatgesprekken wordt de samenwerking in groepen en teams bevorderd.
De eerste versie verscheen in augustus 2013 en was aanvankelijk een interne tool voor het bedrijf. Het acroniem staat voor Searchable Log of All Conversation and Knowledge (doorzoekbaar logboek van alle gesprekken en kennis).

## Mogelijkheden
Hoewel Slack veel IRC-achtige mogelijkheden bevat voor het voeren van gesprekken is het niet gebaseerd op IRC. Alle inhoud binnen Slack is doorzoekbaar, zoals gesprekken, bestanden en personen.
Met Slack kunnen groepen en teams meedoen via een uitnodiging die door een beheerder wordt verstuurd. Aanvankelijk was Slack bedoeld voor communicatie binnen een organisatie, maar het groeide tot een platform voor gemeenschappen. Veel van deze gemeenschappen zijn opgedeeld in categorieën per onderwerp.
Slack bevat communicatiehulpmiddelen zoals sms en e-mail. Elk lid kan berichten versturen en ontvangen. Via directe berichten kunnen leden gericht een bericht sturen, in plaats van aan de hele groep.
Slack kan werken met externe diensten zoals Google Drive, QUIP, Dropbox, GitHub en Zendesk. Eind 2015 waren ruim 150 integratiemogelijkheden aanwezig. In 2020 is dit aantal gegroeid tot 2000.

## Versies
| Platform      | Versie       | Datum             | Opmerking |
| ------------- | ------------ | ----------------- | --------- |
| Android       | 2.63.0       | 13 juli 2018      |           |
| iOS           | 3.48         | 7 juli 2018       |           |
| Linux         | 3.2.1        | 31 mei 2018       |           |
| macOS         | 4.3.3        | 6 februari 2020   |           |
| Windows       | 4.3.4        | 10 februari 2020  |           |
| Chrome OS     | 1.0.3        | 6 december 2013   | Gestopt   |
| Windows Phone | 2016.913.0.0 | 13 september 2016 | Gestopt   |